# 면역침강
면역침강(Immunoprecipitation, IP)은 특정 단백질에 특이적으로 결합하는 항체를 사용하여 용액에서 침전시키는 기술이다. 이 과정은 수천 가지의 다른 단백질을 포함하는 샘플에서 특정 단백질을 분리하고 농축하는 데 사용될 수 있다. 면역침강은 절차의 어느 시점에서 항체가 고체 기질에 연결되어야 한다.

## 종류

### 개별 단백질 면역침강 (IP)
알려진 단백질에 특이적인 항체를 사용하여 여러 다른 단백질을 포함하는 용액에서 특정 단백질을 분리하는 것을 포함한다. 이러한 용액은 종종 식물 또는 동물 조직의 조잡한 용해물 형태일 것이다. 다른 샘플 유형은 체액 또는 다른 생물학적 샘플일 수 있다.

### 단백질 복합체 면역침강 (Co-IP)
손상되지 않은 단백질 복합체(즉, 항원과 결합된 단백질 또는 리간드)의 면역침강은 공동 면역침강(Co-IP)으로 알려져 있다. Co-IP는 더 큰 단백질 복합체의 일원이라고 생각되는 알려진 단백질을 표적으로 하는 항체를 선택함으로써 작동한다. 항체로 이 알려진 일원을 표적으로 삼음으로써 전체 단백질 복합체를 용액에서 분리하여 복합체의 알려지지 않은 일원을 식별할 수 있게 될 수 있다.
이는 복합체에 관련된 단백질들이 서로 단단히 결합하여, 항체로 하나의 일원에 달라붙음으로써 복합체의 여러 일원을 용액에서 분리할 수 있을 때 작동한다. 단백질 복합체를 용액에서 분리하는 이 개념은 때때로 "풀다운(pull-down)"이라고도 한다. Co-IP는 단백질-단백질 상호작용을 분석하기 위해 분자생물학자들이 정기적으로 사용하는 강력한 기술이다.
- 특정 항체는 종종 항원 결정기가 노출된 표적 단백질의 하위 개체를 선택하여, 항원 결정기를 숨기는 복합체의 단백질을 식별하지 못한다. 이는 항체의 많은 과량을 사용하더라도 단일 항체로 샘플에서 주어진 단백질의 절반도 침전시키는 것이 거의 불가능하다는 점에서 볼 수 있다.
- 표적화 및 면역침강의 연속적인 라운드가 진행됨에 따라 식별된 단백질의 수는 계속 증가할 수 있다. 식별된 단백질은 주어진 시간에 단일 복합체로 존재하지 않을 수 있지만, 대신 다른 목적을 위해 다른 시간에 서로 상호작용하는 단백질 네트워크를 나타낼 수 있다.
- 단백질 복합체의 다른 일원을 표적으로 실험을 반복하면 연구자는 결과를 다시 확인할 수 있다. 각 풀다운 라운드는 원래의 알려진 단백질과 이전에 식별된 복합체의 다른 일원(및 새로운 추가 일원)을 모두 회수해야 한다. 이러한 방식으로 면역침강을 반복함으로써 연구자는 단백질 복합체의 각 식별된 일원이 유효한 식별이었음을 확인한다. 특정 단백질이 알려진 일원 중 하나를 표적으로 함으로써만 회수될 수 있고 다른 알려진 일원을 표적으로 함으로써는 회수될 수 없다면, 복합체의 일원으로서 그 단백질의 상태는 의문이 될 수 있다.

### 염색질 면역침강 (ChIP)

ChIP-sequencing workflow

염색질 면역침강 (ChIP)은 특정 관심 단백질에 대한 유전체 상의 DNA 결합 부위의 위치를 결정하는 데 사용되는 방법이다. 이 기술은 살아있는 세포 또는 조직의 핵 안에서 발생하는 단백질-DNA 상호작용의 그림을 제공한다. 이 방법의 생체내적 특성은 동일한 질문에 답하기 위해 전통적으로 사용되는 다른 접근 방식과 대조적이다.
이 분석법의 기초 원리는 살아있는 세포의 DNA 결합 단백질(포함 전사 인자 및 히스톤)이 결합하고 있는 DNA와 가교될 수 있다는 것이다. 추정적인 DNA 결합 단백질에 특이적인 항체를 사용함으로써, 세포 용해물에서 단백질-DNA 복합체를 면역침강시킬 수 있다. 가교는 종종 세포(또는 조직)에 폼알데하이드를 적용함으로써 이루어지지만, 때로는 디메틸 3,3′-디티오비스프로피온이미데이트-2 HCl (DTBP)과 같은 더 명확하고 일관적인 가교제를 사용하는 것이 유리할 수 있다. 가교 후, 세포는 용해되고 DNA는 초음파 처리에 의해 0.2–1.0 kb 길이의 조각으로 분해된다. 이 시점에서 면역침강이 수행되어 단백질-DNA 복합체의 정제가 이루어진다. 정제된 단백질-DNA 복합체는 단백질과 DNA 복합체의 폼알데하이드 가교를 역전시키기 위해 가열되어 DNA가 단백질로부터 분리될 수 있게 한다. 분리된 DNA 단편의 정체성과 양은 중합효소 연쇄 반응 (PCR)으로 결정할 수 있다. 분리된 단편에 대해 PCR을 수행하는 것의 한계는 올바른 PCR 프라이머를 생성하기 위해 어떤 게놈 영역이 표적이 되고 있는지에 대한 아이디어를 가져야 한다는 것이다. 때때로 이 한계는 단순히 분리된 게놈 DNA를 플라스미드 벡터로 복제한 다음 해당 벡터의 클로닝 영역에 특이적인 프라이머를 사용하여 극복된다. 대안적으로, 게놈 전체 규모에서 단백질이 어디에 결합하는지 찾고 싶을 때, ChIP-시퀀싱이 사용되며 최근에는 높은 처리량과 비용 효율적인 방식으로 단백질 결합 부위를 국소화할 수 있는 표준 기술로 부상하여 cistrome의 특성화도 가능하다. 이전에 DNA 마이크로어레이도 사용되었다(ChIP-on-chip 또는 ChIP-chip).

### RNP 면역침강 (RIP 및 CLIP)
RIP와 CLIP 모두 특정 RNA-결합 단백질을 정제하여 결합된 RNA를 식별함으로써 리보핵단백질 (RNP)을 연구한다. RIP에서는 공동 정제된 RNA를 추출하고 미세 배열 또는 RT-PCR에 의해 제어에 대한 농축을 비교하였다. CLIP에서는 세포 용해 전에 UV 가교를 하고, 표준 면역침강 외에 추가적인 정제 단계를 포함하여 부분적인 RNA 단편화, 고염 세척, SDS-PAGE 분리 및 막 전사, 그리고 cDNA 시퀀싱에 의한 직접 RNA 결합 부위 식별을 수행한다.

### 태그된 단백질

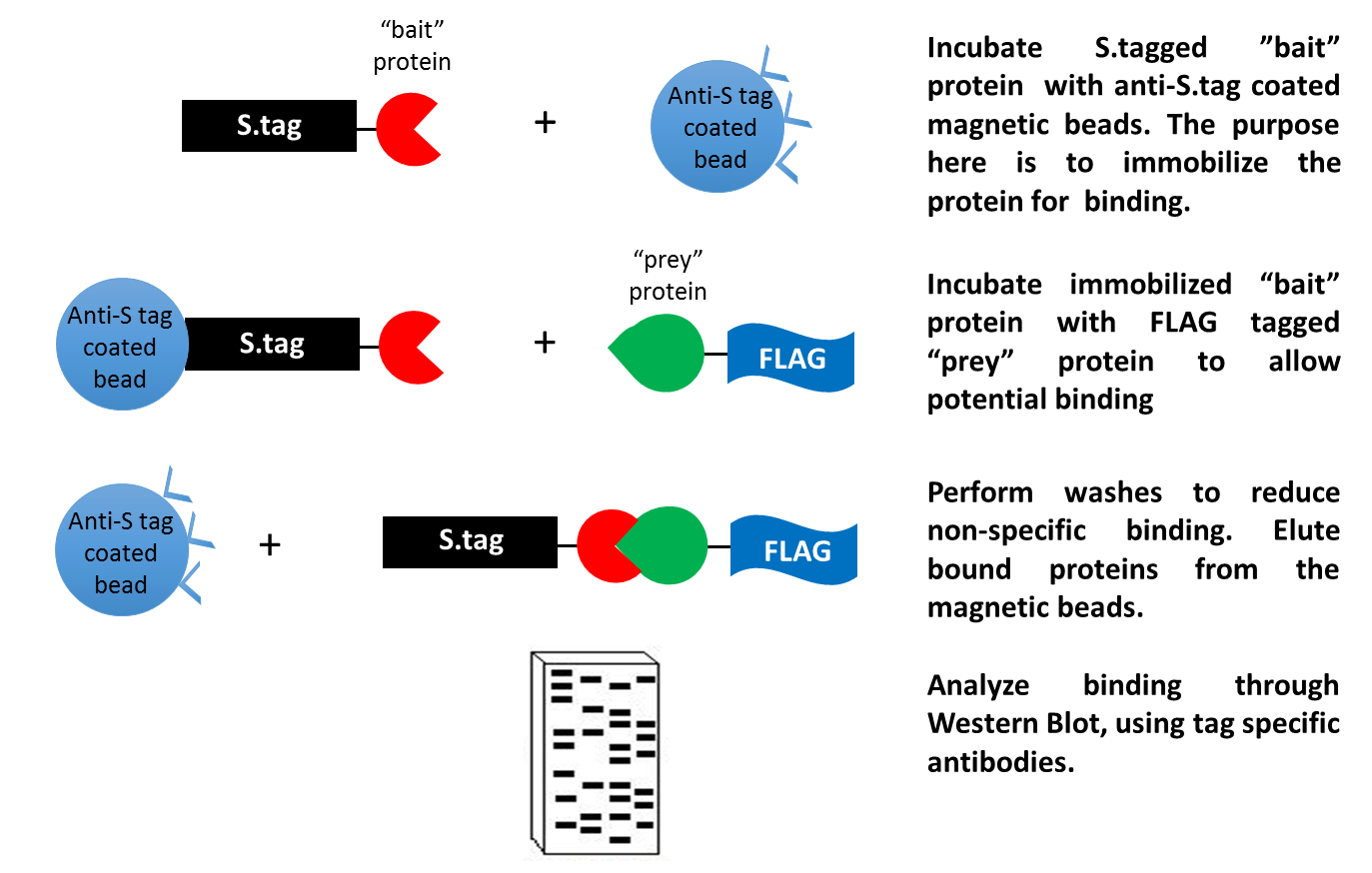
Pull down assay using tagged proteins

면역침강의 주요 기술적 장애물 중 하나는 단일 알려진 단백질을 특이적으로 표적하는 항체를 생성하는 데 큰 어려움이 있다는 것이다. 이러한 장애물을 해결하기 위해 많은 그룹은 관심 단백질의 C- 또는 N-말단에 태그를 엔지니어링한다. 여기서 장점은 동일한 태그를 다양한 단백질에 반복적으로 사용할 수 있고 연구자는 매번 동일한 항체를 사용할 수 있다는 것이다. 태그된 단백질을 사용하여 풀다운을 가능하게 하는 이점은 매우 커서 이 기술은 위에서 설명한 모든 유형의 IP를 포함한 모든 유형의 면역침강에 일반화되었다. 사용되는 태그의 예로는 녹색 형광 단백질 (GFP) 태그, 글루타티온 S-트랜스퍼라제 (GST) 태그 및 FLAG-tag 태그가 있다. 태그를 사용하여 풀다운을 가능하게 하는 것이 편리하지만, 태그 자체가 네이티브 상호작용을 가리거나 새롭고 비자연적인 상호작용을 도입할 수 있기 때문에 생물학적 관련성에 대한 일부 우려를 제기한다.

## 방법
면역침강의 두 가지 일반적인 방법은 직접 포획 방법과 간접 포획 방법이다.

### 직접
특정 단백질(또는 단백질 그룹)에 특이적인 항체는 초상자성 미세비드 또는 미세한 아가로스 (비자기) 비드와 같은 고체상 기질에 고정화된다. 결합된 항체가 있는 비드를 단백질 혼합물에 첨가하면, 항체에 의해 표적되는 단백질이 항체를 통해 비드에 포획된다. 즉, 면역침강된다.

### 간접
특정 단백질 또는 단백질 그룹에 특이적인 항체를 단백질 혼합물에 직접 첨가한다. 항체는 아직 고체상 지지대에 부착되지 않았다. 항체는 단백질 혼합물 주위를 자유롭게 떠다니며 표적에 결합한다. 시간이 지남에 따라 단백질 A/G가 코팅된 비드가 항체와 단백질 혼합물에 첨가된다. 이 시점에서 표적에 결합된 항체는 비드에 달라붙는다.
이 시점부터 직접 및 간접 프로토콜은 샘플이 이제 동일한 성분을 갖기 때문에 수렴한다. 두 방법 모두 단백질 또는 단백질 복합체가 항체에 결합된 동일한 최종 결과를 제공하며, 항체 자체는 비드에 고정화된다.

### 선택
간접 접근 방식은 단백질 표적의 농도가 낮거나 단백질에 대한 항체의 특이적 친화력이 약할 때 때때로 선호된다. 간접 방법은 또한 다양한 이유로 단백질에 대한 항체의 결합 동역학이 느릴 때 사용된다. 대부분의 상황에서 직접 방법이 기본 및 선호되는 선택이다.

## 기술 발전

### 아가로스
역사적으로 대다수의 과학자들이 면역침강에 사용한 고체상 지지체는 고다공성 아가로스 비드(아가로스 레진 또는 슬러리로도 알려짐)였다. 이 기술의 장점은 매우 높은 잠재적 결합 용량으로, 아가로스 입자의 거의 전체 스펀지 같은 구조(50~150 μm 크기)가 항체(이것은 차례로 표적 단백질을 결합할 것이다) 결합에 사용할 수 있고 특수 장비 없이 IP 프로토콜의 모든 측면에 표준 실험실 장비를 사용할 수 있다는 것이다. 극도로 높은 결합 용량의 이점은 연구자가 아가로스 비드를 코팅하는 데 사용할 준비가 된 항체의 양과 신중하게 균형을 맞춰야 한다. 항체는 비용 제한 요인이 될 수 있으므로, 포획해야 하는 단백질의 양(하류에서 수행할 분석에 따라 달라짐)에서 해당 양의 단백질을 결합하는 데 필요한 항체의 양(시스템 비효율성을 고려하기 위해 소량을 추가)으로, 그리고 해당 특정 양의 항체를 결합하는 데 필요한 아가로스의 양으로 역산하는 것이 가장 좋다. 항체 포화가 필요하지 않은 경우, 이 기술은 극도로 많은 양의 포획된 표적 단백질을 포획하는 능력에서 타의 추종을 불허한다. 여기서 유의할 점은 "고용량 이점"이 세파로스/아가로스 비드의 거대한 결합 용량이 항체로 완전히 포화되지 않을 때 나타나는 "고용량 단점"이 될 수 있다는 것이다. 면역침강에 사용되는 아가로스 비드를 포화시키기에 충분한 양보다 적은 양의 항체가 연구자에게 면역침강 실험에 사용할 수 있는 경우가 종종 발생한다. 이러한 경우 연구자는 항체로 부분적으로만 코팅된 아가로스 입자로 끝날 수 있으며, 항체로 코팅되지 않은 아가로스 비드의 결합 용량 부분은 달라붙는 모든 것을 결합할 수 있어 비드에 대한 용해물 성분의 비특이적 결합으로 인한 배경 신호가 증가하여 데이터 해석이 어려워질 수 있다. 이러한 이유로 아가로스(결합 용량 측면에서)의 양을 면역침강에 결합되기를 원하는 항체의 양에 맞추는 것이 신중하다고 주장하는 사람도 있지만, 아가로스 비드에 대한 비특이적 결합 문제를 줄이고 특이성을 높이는 간단한 방법은 용해물을 사전에 정화하는 것이다. 이는 모든 면역침강에 대해 강력히 권장된다.

#### 사전 정화
용해물은 단백질, 지질, 탄수화물 및 핵산의 복잡한 혼합물이며, IP 항체, Protein A/G 또는 비드 지지체에 대한 비특이적 결합이 어느 정도 발생하여 면역침강된 표적의 검출에 부정적인 영향을 미칠 것이라고 가정해야 한다. 대부분의 경우, 각 면역침강 실험 시작 시 용해물을 사전 정화(아래 "프로토콜" 섹션의 2단계 참조)하는 것은 이러한 성분의 IP 비드 또는 항체에 대한 비특이적 결합을 방지하기 위해 면역침강 전에 세포 용해물에서 잠재적으로 반응성 있는 성분을 제거하는 방법이다. 기본 사전 정화 절차는 아래에 설명되어 있으며, 용해물을 비드와 단독으로 배양한 다음, 면역침강 전에 제거하고 폐기한다. 그러나 이 접근 방식은 상당할 수 있는 IP 항체에 대한 비특이적 결합을 고려하지 않는다. 따라서 사전 정화의 대안적인 방법은 IP 항체 자체 대신 IP 항체와 동일한 항체 서브클래스의 비표적, 비관련 항체를 사용하여 단백질 혼합물을 면역침강에 사용될 정확히 동일한 구성 요소와 함께 배양하는 것이다. 이 접근 방식은 실제 면역침강과 최대한 유사한 정확한 IP 조건 및 구성 요소를 사용하여 표적 단백질을 포획하지 않고 비특이적 세포 성분을 제거하려고 시도한다(물론 표적 단백질이 다른 IP 구성 요소에 비특이적으로 결합하는 경우는 제외). 이는 용해물을 사전 정화하는 데 사용된 폐기된 비드를 분석하여 적절하게 제어해야 한다. 그런 다음 표적 단백질은 데이터 해석을 방해하는 비특이적 결합의 위험을 줄여 면역침강될 수 있다.

### 초상자성 비드
대다수의 면역침강이 아가로스 비드로 수행되는 반면, 면역침강에 초상자성 비드를 사용하는 것은 IP 애플리케이션에 대한 아가로스 비드의 대안으로 인기를 얻고 있는 새로운 접근 방식이다. 아가로스와 달리 자기 비드는 단단하며 비드 유형에 따라 구형일 수 있으며 항체 결합은 각 비드의 표면으로 제한된다. 이러한 비드는 결합 용량을 증가시키는 다공성 중심의 장점을 가지고 있지는 않지만, 자기 비드는 아가로스 비드(1~4 μm)보다 훨씬 작으며, 아가로스 비드보다 부피당 더 많은 자기 비드가 최적의 항체 결합을 위한 효과적인 표면적-부피 비율을 집합적으로 제공한다.
시판되는 자기 비드는 크기 균일성에 따라 단분산 및 다분산 비드로 분리할 수 있다. 마이크로비드라고도 하는 단분산 비드는 정확한 균일성을 나타내므로 모든 비드는 결합 용량 및 자석에 대한 인력 수준을 포함하여 동일한 물리적 특성을 나타낸다. 다분산 비드는 단분산 비드와 크기가 유사하지만, 결합 용량 및 자기 포획에 영향을 미칠 수 있는 크기 변동 범위가 넓다(1~4 μm). 두 유형의 비드는 모두 면역침강 애플리케이션에 상업적으로 이용 가능하지만, 더 높은 품질의 단분산 초상자성 비드는 일관된 크기, 모양 및 성능으로 인해 자동 프로토콜에 더 이상적이다. 단분산 및 다분산 초상자성 비드는 인비트로젠, 써모 피셔 사이언티픽, 밀리포어 코퍼레이션을 포함한 여러 회사에서 제공된다.

### 아가로스 vs. 자기 비드
자기 비드 지지자는 면역침강 애플리케이션에 대해 아가로스 비드보다 비드가 더 빠른 단백질 결합 속도를 나타낸다고 주장하지만, 표준 아가로스 비드 기반 면역침강은 1시간 안에 수행되었다. 또한 자기 비드가 복합체의 상한 크기 제한이 전혀 없기 때문에 극도로 큰 단백질 복합체를 면역침강하는 데 더 좋다는 주장도 있었지만, 이러한 주장을 입증하는 편향되지 않은 증거는 없다. 자기 비드 기술의 특성으로 인해 아가로스를 사용할 때 반복적인 원심분리 대신 자기 분리의 샘플에 대한 물리적 스트레스 감소로 인해 샘플 취급이 줄어든다. 이는 불안정(취약)한 단백질 복합체의 수율을 증가시키는 데 크게 기여할 수 있다. 그러나 결합 용량, 시약 비용, 추가 장비의 필요성 및 IP 프로세스 자동화 가능성과 같은 추가 요소를 면역침강 지지체 선택 시 고려해야 한다.

#### 결합 용량
아가로스 및 자기 비드 지지자들은 두 비드의 결합 용량의 큰 차이가 특정 유형의 비드를 선호하는지 여부에 대해 논쟁할 수 있다. 비드 대 비드 비교에서 아가로스 비드는 큰 비드 크기와 스펀지 같은 구조로 인해 자기 비드보다 훨씬 더 큰 표면적과 따라서 더 큰 결합 용량을 가진다. 그러나 아가로스의 가변적인 기공 크기는 잠재적인 상한 크기 제한을 야기하며, 이는 극도로 큰 단백질 또는 단백질 복합체의 내부 결합 부위에 대한 결합에 영향을 미칠 수 있으므로 자기 비드가 아가로스 비드보다 큰 단백질 또는 단백질 복합체를 면역침강하는 데 더 적합할 수 있지만, 어느 경우든 입증하는 독립적인 비교 증거는 부족하다.
일부 사람들은 아가로스 비드의 훨씬 더 큰 결합 용량이 비특이적 결합의 더 큰 용량으로 인해 단점이 될 수 있다고 주장한다. 다른 사람들은 아가로스 비드의 총 결합 용량을 포화시키는 데 필요한 더 많은 양의 항체 때문에 자기 비드 사용을 주장할 수 있다. 이는 분명히 아가로스 사용의 경제적 단점이 될 것이다. 이러한 주장이 실제 사용의 맥락 밖에서는 옳지만, 이러한 추론은 아가로스 또는 자기 비드 사용 결정이 단순히 결합 용량에 의해 결정되지 않는다는 면역침강 원리의 두 가지 핵심 측면을 무시한다.
첫째, 비특이적 결합은 고정화된 지지체의 항체 결합 부위에만 국한되지 않는다. 항체의 어떤 표면이나 면역침강 반응의 어떤 성분도 비특이적 용해물 성분에 결합할 수 있으므로, 완전히 포화된 비드를 사용하더라도 비특이적 결합은 여전히 발생할 것이다. 이것이 면역침강이 수행되기 전에 샘플을 사전 정화하는 것이 중요한 이유이다.
둘째, 표적 단백질을 포획하는 능력은 사용된 고정화된 항체의 양에 직접적으로 의존하므로, 아가로스와 자기 비드 면역침강의 측면 비교에서 어느 지지체가 포획할 수 있는 가장 많은 단백질은 추가된 항체의 양에 의해 제한된다. 따라서 모든 유형의 지지체를 포화시키는 결정은 위의 아가로스 섹션에서 설명한 것처럼 필요한 단백질의 양에 따라 달라진다.

#### 비용
두 유형의 지지체를 사용하는 가격은 면역침강 애플리케이션에 아가로스 또는 자기 비드를 사용하는 핵심 결정 요인이다. 세파로스 비드와 비교하여 자기 비드 비용에 대한 일반적인 첫눈 계산은 세파로스 비드를 더 저렴하게 보이게 할 수 있다. 그러나 자기 비드는 사용된 IP 방법 및 IP 반응당 필요한 비드 부피에 따라 분석 규모 면역침강에 대해 아가로스와 비교하여 경쟁력 있는 가격이 될 수 있다.
아래에 나열된 전통적인 배치 방법의 면역침강을 사용하면 모든 성분이 IP 반응 동안 튜브에 추가되며, 아가로스 비드의 물리적 취급 특성으로 인해 각 IP 실험에 필요한 최소량의 비드(일반적으로 IP당 25~50 μl 비드 범위)가 필요하다. 이는 세파로스 비드가 원심분리에 의해 튜브 바닥에 침전되고 각 배양, 세척 등 후 상층액을 제거해야 하기 때문이다. 이는 프로세스에 절대적인 물리적 제약을 가하며, 25~50 μl 미만의 아가로스 비드 펠렛은 튜브 바닥에서 시각적으로 식별하기가 어렵거나 불가능하다. 자기 비드의 경우 자기 취급으로 인해 필요한 비드의 최소량이 없으므로 표적 항원 및 IP 항원에 따라 자기 비드를 훨씬 적게 사용할 수 있다.
반대로, 정상적인 마이크로퓨즈 튜브 대신 스핀 컬럼을 사용하여 반응당 필요한 아가로스 비드 양을 크게 줄일 수 있다. 스핀 컬럼은 비드를 제외한 모든 IP 성분이 짧은 원심분리를 사용하여 통과할 수 있는 필터를 포함하므로 최소한의 손실로 아가로스 비드를 훨씬 적게 사용하는 방법을 제공한다.

#### 장비
위에서 언급했듯이 면역침강 애플리케이션에 아가로스 비드를 사용하는 데는 표준 실험실 장비만 필요하지만, 자기 비드 기반 IP 반응에는 고출력 자석이 필요하다. 자기 포획 장비는 비용이 많이 들 수 있지만, 자기 비드를 사용한 면역침강의 빠른 완료는 보조금이 만기될 때 재정적으로 유리한 접근 방식일 수 있다. 왜냐하면 아가로스 비드를 사용하여 4°C에서 밤새 배양하는 것과 비교하여 자기 비드를 사용하여 30분 프로토콜을 수행하면 더 짧은 시간 내에 더 많은 데이터가 생성될 수 있기 때문이다.

#### 자동화
자기 비드 사용의 추가적인 이점은 자동화된 면역침강 장치가 더 쉽게 이용 가능해지고 있다는 것이다. 이러한 장치는 IP를 수행하는 작업 및 시간을 줄일 뿐만 아니라 고속대량 스크리닝 애플리케이션에도 사용할 수 있다.

#### 요약
자기 비드 사용의 명확한 이점에는 반응 속도 증가, 더 부드러운 샘플 취급 및 자동화 가능성이 포함되지만, 지지체 배지의 결합 용량 및 제품 비용에 따라 아가로스 또는 자기 비드 사용 결정은 관심 단백질 및 사용된 IP 방법에 따라 달라질 수 있다. 모든 분석법과 마찬가지로 주어진 애플리케이션에 대해 최적의 방법을 결정하기 위해 경험적 테스트가 필요하다.

## 프로토콜

### 배경
고체 기질 비드 기술이 선택되면, 항체가 비드에 결합되고 항체 코팅 비드를 이질적인 단백질 샘플(예: 균질화된 조직)에 첨가할 수 있다. 이 시점에서 비드에 고정화된 항체는 특정 단백질에 결합할 것이다. 이 과정이 완료되면 면역침강 부분의 프로토콜은 실제로 완료된 것이며, 특정 단백질은 비드에 고정화된 항체에 결합된 것이다. 면역복합체를 용해물에서 분리하는 것은 매우 중요한 일련의 단계이다. 왜냐하면 단백질(들)은 서로 결합되어 있어야 하고(공동 IP의 경우) 결합되지 않은 단백질을 제거하고 배경을 줄이기 위해 세척 단계 동안 항체에 결합되어 있어야 하기 때문이다.
아가로스 비드를 다룰 때는 600-3,000 x g(표준 중력 가속도의 몇 배) 사이의 힘으로 원심분리기에서 짧게 회전시켜 샘플에서 비드를 펠릿화해야 한다. 이 단계는 표준 미세 원심분리 튜브에서 수행될 수 있지만, 더 빠른 분리, 더 큰 일관성 및 더 높은 회수율을 위해 이 과정은 종종 액체는 통과시키지만 아가로스 비드는 통과시키지 않는 기공 크기를 가진 작은 스핀 컬럼에서 수행된다. 원심분리 후, 아가로스 비드는 튜브 바닥에 매우 느슨하고 솜털 같은 펠릿을 형성한다. 오염 물질을 포함하는 상층액은 비드를 방해하지 않도록 조심스럽게 제거할 수 있다. 그런 다음 세척 버퍼를 비드에 추가하고 혼합한 후, 비드는 다시 원심분리에 의해 분리된다.
초상자성 비드를 사용할 때는 샘플을 자기장에 놓아 비드가 튜브 측면에 모일 수 있도록 한다. 이 절차는 일반적으로 약 30초 안에 완료되며, 나머지(불필요한) 액체는 피펫팅하여 제거된다. 세척은 세척 용액으로 비드를(자석에서 떨어뜨려) 재현탁한 다음 비드를 튜브 벽에 다시 모으는 방식으로 수행된다(튜브를 자석에 다시 놓음으로써). 세척은 일반적으로 오염 물질의 충분한 제거를 보장하기 위해 여러 번 반복된다. 초상자성 비드가 크기가 균일하고 자석이 제대로 설계되었다면 비드는 튜브 측면에 균일하게 모여 세척 용액을 쉽고 완전히 제거할 수 있다.
세척 후, 침전된 단백질(들)은 겔 전기영동, 질량 분석법, 웨스턴 블롯, 또는 복합체 내 성분을 식별하는 다른 여러 가지 방법으로 용출 및 분석된다. 면역침강의 프로토콜 시간은 다양한 요인으로 인해 크게 다르며, 필요한 세척 횟수 또는 다공성 아가로스 비드의 느린 반응 동역학으로 인해 프로토콜 시간이 증가한다.

### 단계
1. 세포를 용해하고 면역침강을 위한 샘플을 준비한다.
2. 샘플을 비드 단독 또는 비관련 항체에 결합된 비드를 통과시켜 샘플을 사전 정화하여 IP 구성 요소에 비특이적으로 결합하는 단백질을 제거한다.
3. 관심 단백질에 대한 항체와 용액을 배양한다. 항체는 이 단계 전에 고체 지지대에 부착될 수 있다(직접 방법) 또는 이 단계 후에 부착될 수 있다(간접 방법). 항체-항원 복합체가 형성되도록 배양을 계속한다.
4. 관심 복합체를 침전시켜 bulk 용액에서 제거한다.
5. 침전된 복합체를 여러 번 세척한다. 아가로스 비드를 사용할 때는 세척 사이에 매번 스핀하거나 초상자성 비드를 사용할 때는 튜브를 자석 위에 놓고 상층액을 제거한다. 최종 세척 후 가능한 한 많은 상층액을 제거한다.
6. 저 pH 또는 SDS 샘플 로딩 버퍼를 사용하여 고체 지지체에서 단백질을 용출한다.
7. 관심 복합체 또는 항원을 분석한다. 이것은 다양한 방법으로 수행될 수 있다:
  1. SDS-PAGE (도데실 황산 나트륨-폴리아크릴아마이드 겔 전기영동) 후 겔 염색.
  2. SDS-PAGE 후: 겔 염색, 개별 염색된 단백질 밴드 잘라내기, 매트릭스 보조 레이저 탈착 이온화 (MALDI) 질량 분석법에 의한 밴드 내 단백질 시퀀싱.
  3. 항원과 상호작용한 단백질에 대해 다른 항체를 사용하여 전사 및 웨스턴 블롯, 후 화학발광 또는 형광 이차 항체를 사용하여 검출.